# ゴールデンゲート大学
ゴールデンゲート大学（英語: Golden Gate University）は、米国カリフォルニア州サンフランシスコ市に本部を置くアメリカ合衆国の私立大学。1901年創立、1901年大学設置。

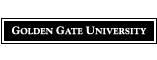
ロゴ

ビジネスに特化した大学院大学である。学生はパートタイムの学生が多いため夜間の学校が中心であり、ビジネススクール、ロースクールがある。スクールカラーは青と白、マスコットはグリフィン、モットーはCivium in moribus rei publicae salus（州の富は住民のモラルに依存する）である。現在の学長はダン・エンジェルで、生徒数は5300人である。

## 歴史
1901年の創立以来、サンフランシスコのダウンタウンの中心地にキャンパスを構えている。

## 学問
ビジネス系のいろいろな大学院課程を提供している：
- Business administration
- Law
- Finance
- Accounting
- Marketing
- International Business
- Operation
- Human Resource
- Tax

etc
学問的にはめずらしいテクニカル分析の授業があり、テクニカル分析に力を入れている。